# Anton Stredák
Anton Stredák (Nyitra, 1963. július 24. –) szlovák nemzetközi labdarúgó-játékvezető.

## Pályafutása

### Világbajnokság
A közös rendezésű világbajnoki döntőhöz vezető úton Dél-Koreába és Japánba a XVII., a 2002-es labdarúgó-világbajnokságra a FIFA JB játékvezetőként alkalmazta.
| Időpont         | Helyszín               | Mérkőzés típusa           | Mérkőzés         | Eredmény | Nézők száma |
| --------------- | ---------------------- | ------------------------- | ---------------- | -------- | ----------- |
| 2001. június 6. | Darius Stadion, Kaunas | előselejtező (8. csoport) | Litvánia–Románia | 1 : 2    | 4 900       |

### Európa-bajnokság
Az európai-labdarúgó torna döntőjéhez vezető úton Portugáliába a XII., a 2004-es labdarúgó-Európa-bajnokságra az UEFA JB játékvezetőként foglalkoztatta.
| Időpont              | Helyszín                      | Mérkőzés típusa           | Mérkőzés                    | Eredmény | Nézők száma |
| -------------------- | ----------------------------- | ------------------------- | --------------------------- | -------- | ----------- |
| 2003. április 2.     | Marcel Saupin Stadion, Nantes | előselejtező (2. csoport) | Dánia–Bosznia-Hercegovina   | 0 : 2    | 30 845      |
| 2003. szeptember 10. | Windsor Park Stadion, Belfast | előselejtező (6. csoport) | Észak-Írország–Örményország | 0 : 3    | 30 845      |